# Papurana waliesa
Papurana waliesa es una especie de anfibio anuro de la familia Ranidae.

## Distribución geográfica
Esta especie es endémica de Papua Nueva Guinea. Se encuentra hasta 600 m sobre el nivel del mar:
- en el extremo sudeste de Nueva Guinea, en las montañas Pini y al sur de la cordillera Owen Stanley;
- en el archipiélago de Entrecasteaux, en las islas de Fergusson, Goodenough y Normanby.[5]

## Etimología
El nombre específico waliesa proviene del dobu waliesa, el homónimo, en honor a Fred Malesa.

## Publicación original
- Kraus & Allison, 2007 : Taxonomic notes on frogs of the genus Rana from Milne Bay Province, Papua New Guinea. Herpetological Monographs, vol. 21, p. 33-75.[6]